# Mike Moore
Michael Kenneth Moore, detto Mike (Whakatane, 28 gennaio 1949 – Auckland, 2 febbraio 2020), è stato un politico neozelandese, primo ministro della Nuova Zelanda dal 4 settembre al 2 novembre 1990 e Direttore Generale dell’Organizzazione Mondiale del Commercio dal 1º settembre 1999 al 1º settembre 2002.

## Pubblicazioni
- Saving Globalization (Wiley, 2009)
- A World Without Walls (Cambridge University Press, 2003)
- On Balance
- Beyond Today
- A Pacific Parliament
- The Added Value Economy
- Hard Labour
- Fighting for New Zealand
- Children of the Poor
- A Brief History of the Future